# 이주희 (플루티스트)

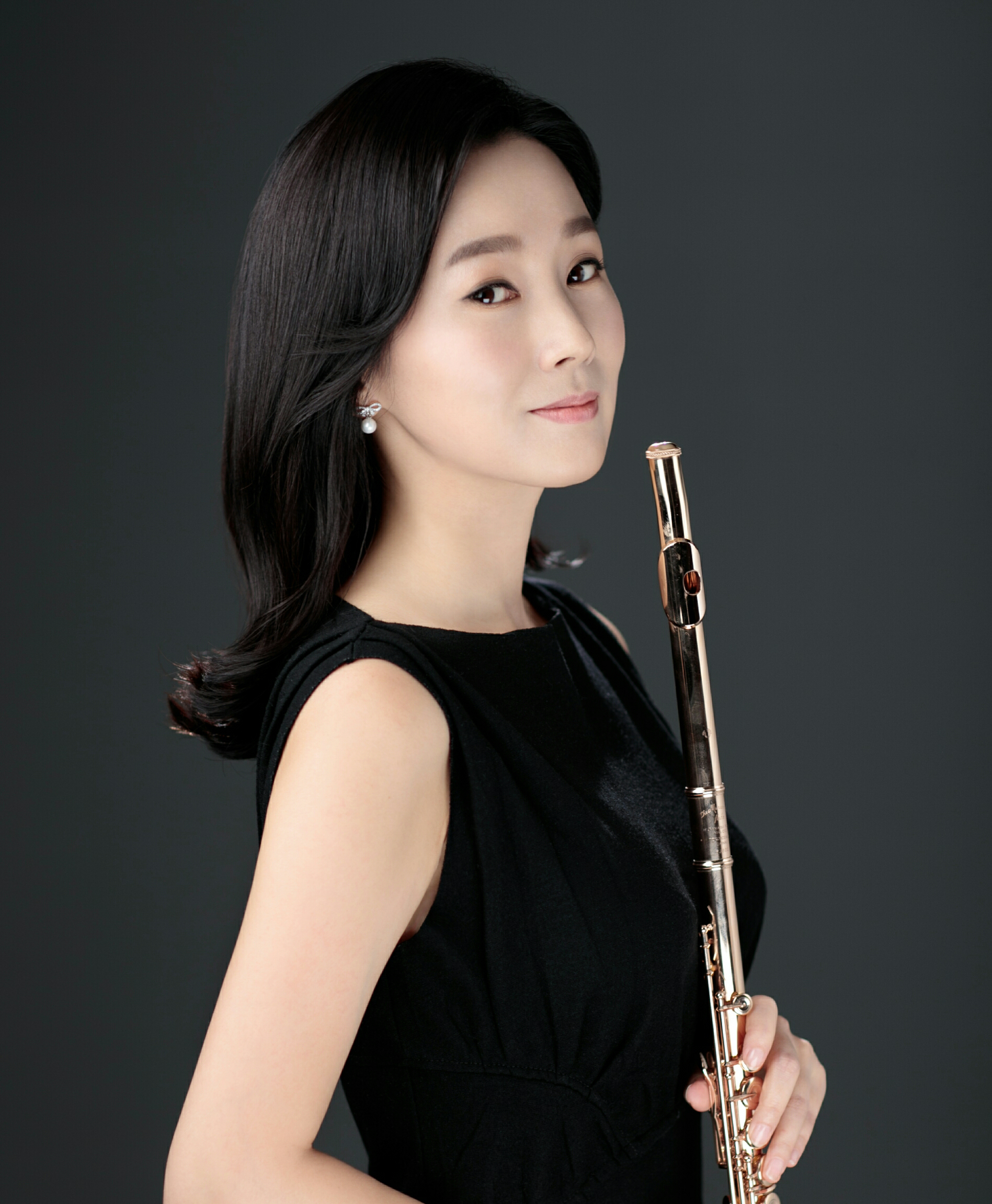
플루티스트 이주희

이주희는 대한민국의 플루티스트이다.

## 학력
- 예원학교 졸업[1]
- 서울예고 재학
- 파리 에콜 노르말 음악원 수석 졸업
- 파리국립고등음악원 수석 졸업
- 예일대학 음악 대학원 석사학위
- 줄리어드 음악원 졸업

## 어린 시절과 교육
일찍이 이화 경향 콩쿠르, 월간음악 콩쿠르, 육영 콩쿠르 1위, 예원 예고를 빛낸 상을 두 차례 수상하였으며, 파리 네리니 콩쿠르 1위, 파리 국립고등음악원 실내악 콩쿠르 1위, 장 피에르 랑팔 국제 플루트 콩쿠르에서 특별상, 뉴욕 틸든 프라이즈 등에서 입상하였다. 또 KBS 교향악단, 서울시립교향악단, 코리안 심포니 오케스트라와의 협연을 비롯해 대원문화재단 초청으로 유라시안 필하모닉 오케스트라와 협연하였다.
이 밖에도 프라임 필하모닉 오케스트라, 서울 아카데미 오케스트라, 안산 필하모닉 오케스트라, 고려대학교 교우회 오케스트라, 대전 챔버 오케스트라, 청소년 오케스트라, 서울 신포니에타, 서울 스트링 앙상블, 코리안 솔로이스츠,전주시립 교향악단 등 국내 유수의 오케스트라와 협연하였고, 해외의 슈트트가르트 챔버 오케스트라, 오스트레일리안 챔버 오케스트라, 소피아 아르스 챔버 오케스트라, 팔로 알토 챔버 오케스트라, 비엔나 모차르트 오케스트라, 야나첵 챔버 오케스트라, 슈멘 필하모닉 오케스트라, 뉴욕 코리안 챔버 오케스트라, 앙상블 드 앙떼르 콩텡포랭(inter-contemporain), 상해 음악원 오케스트라 등과 비엔나 Musikverein, 뉴욕 카네기홀 등에서 협연하였다. 또한 예일대학 머킨홀과 줄리어드 음악원 폴 리사이틀홀에서 독주회를 개최하였고, 예술의전당 유망 신예로 초청 되었고, 그 후에도 다수의 예술의 전당 독주회를 진행한 경력이 있다.
그 밖에 월간 객석이 주최하는 "아주 특별한 만남", "음악과 의상의 만남", 유키 구라모토와의 연주 등 크로스 오버 연주 등 다양한 장르의 기획연주를 하였고, 예술의전당 주최 11시 콘서트에 초청되는 등 활발한 연주 활동을 하고 있으며 KBS클래식 오디세이, 열린음악회, 토요객석, 일요음악회, 문화가 산책, EBS space 등 다수의 TV 프로그램에 출연하였다.
최근에는 한국인 목관 연주자 로서는 처음으로 상해 음악원에 공식 초청 되었고 상하이 콘서트홀 독주회를 개최한 바 있다. Universal 레이블로 "Douce Paris" 음반을 발매한 이주희는 경희대학교 겸임교수, 서울대, 한국예술종합학교 강사를 역임하였고, 현재 숭실대학교 콘서바토리 초빙교수, 예원, 서울예고, 출강, 한국 페스티발 앙상블 단원으로 활동하고 있다.

## 관련자료
W. A. Mozart Sonata in D Major, K.448/375a for two Flutes and Piano
T.Boehm Grand Polonaise Flute
Giulio Briccialdi Free Transcription of Verdi's La Traviata
F.Borne Carmen Fantasy
Tan Mizi Fantasia Flute